# Admete (Tochter des Amphidamas)
Admete (altgriechisch Ἀδμήτη Admḗtē) ist eine Gestalt der griechischen Mythologie.
Admete ist laut einer Inschrift auf einem Relief in der Villa Albani die Tochter des Amphidamas aus Tegea, deren Name in der literarischen Überlieferung Antimache lautet. Sie heiratete Eurystheus, den König von Mykene und Tiryns, und wurde von diesem die Mutter der Herapriesterin Admete.